# Zanac
Zanac (ザナック?) es un videojuego de tipo matamarcianos desarrollado por Compile y publicado en Japón por Pony Canyon y en Norteamérica por FCI. Fue publicado para el MSX, posteriormente fue rehecho para el ordenador MSX2 como Zanac Ex. Esta versión mejorada fue convertida bajo el título de Zanac para Famicom Disk System, NES, Palm OS, teléfonos móviles, Consola Virtual de Wii y para la PlayStation (y luego PSN), dentro del título Zanac X Zanac donde se podía jugar a diversas versiones para Famicom y a un remake.
El jugador pilota una nave espacial solitaria, denominada AFX-6502 Zanac, a lo largo de doce niveles; su objetivo es destruir el Sistema, una entidad mitad orgánica mitad mecánica empeñada en destruir la humanidad.
Zanac fue desarrollado por el núcleo principal de Compile, incluyendo Masamitsu "Moo" Niitani, Koji "Janus" Teramoto y Takayuki "Jemini" Hirono. Todos estos desarrolladores hicieron después otros juegos populares como The Guardian Legend, Blazing Lazers, y la serie Puyo Puyo. El juego es conocido por su jugabilidad rápida e intensa, el nivel de dificultad y la música, a tono con la velocidad del juego. Ha sido elogiado por su singular inteligencia artificial adaptativa, gracias a la cual el juego ajusta automáticamente la dificultad en función de la habilidad del jugador, la cadencia de fuego y el estado/capacidad defensiva de la nave.

## Otros Medios
- Zanac fue adaptado en el manga de Famicom Cap.